# Дискографія Бібі Рекси
Американська співачка Бібі Рекса випустила один студійний альбом, три мініальбоми і 19 синглів (у тому числі сім спільних). Рекса випустила «I Can't Stop Drinking About You» як її дебютний сингл у 2014 році, за яким вийшов «I'm Gonna Show You Crazy», який був сертифікований як платиновий від Шведської асоціації компаній звукозапису (GLF). Обидва релізи були включені до I Don't Wants Grow Up (2015), першого міні-альбому співачки. 2015 року Рекса, співпрацюючи із G-Eazy, випустила проривний сингл «Me, Myself & I», який отримав широкий успіх у всьому світі і отримав кілька платинових сертифікатів у кількох країнах.
Подібний успіх був досягнутий з наступними синглами «In the Name of Love» (2016) з Мартіном Гарріксом і «I Got You» (2016). З лютого по серпень 2017 року співачка випустила ще два міні-альбоми, All Your Fault: Pt. 1 і All Your Fault: Pt. 2. Останній породив сингл «Meant to Be», за участі Florida Georgia Line і стала найкращим синглом співачки в кількох країнах. Пісня також включена в її дебютний студійний альбом, Expectations, який вийшов 22 червня 2018 року. Вона також співпрацювала у декількох інших успішних синглах, включаючи «Take Me Home» (2013) з Cash Cash, «Hey Mama» (2015) з Девідом Геттою і «Back to You» (2017) з Луї Томлінсоном.

## Студійні альбоми
| Назва        | Деталі                                                                         | Найвищі позиції у чартах | Найвищі позиції у чартах | Найвищі позиції у чартах | Найвищі позиції у чартах | Найвищі позиції у чартах | Найвищі позиції у чартах | Найвищі позиції у чартах | Найвищі позиції у чартах | Найвищі позиції у чартах | Найвищі позиції у чартах | Сертифікації                |
| Назва        | Деталі                                                                         | US                       | AUS                      | BEL (FL)                 | CAN                      | GER                      | NLD                      | IRE                      | NOR                      | SWI                      | UK                       | Сертифікації                |
| ------------ | ------------------------------------------------------------------------------ | ------------------------ | ------------------------ | ------------------------ | ------------------------ | ------------------------ | ------------------------ | ------------------------ | ------------------------ | ------------------------ | ------------------------ | --------------------------- |
| Expectations | - Вийшов: 22 червня 2018 - Лейбл: Warner Bros. - Формати: CD, digital download | 13                       | 19                       | 53                       | 16                       | 55                       | 58                       | 40                       | 37                       | 31                       | 33                       | - RIAA: Золото - MC: Золото |

## Міні-альбоми
| Назва                                                                           | Деталі                                                                                | Найвищі позиції у чартах | Найвищі позиції у чартах | Найвищі позиції у чартах | Найвищі позиції у чартах | Найвищі позиції у чартах | Найвищі позиції у чартах |
| Назва                                                                           | Деталі                                                                                | US                       | CAN                      | FIN                      | NZ Heat.                 | SWE                      | SWI                      |
| ------------------------------------------------------------------------------- | ------------------------------------------------------------------------------------- | ------------------------ | ------------------------ | ------------------------ | ------------------------ | ------------------------ | ------------------------ |
| I Don't Wanna Grow Up                                                           | - Вийшов: May 12, 2015 - Лейбл: Warner Bros. - Формати: CD, digital download          | —                        | —                        | —                        | —                        | —                        | —                        |
| All Your Fault: Pt. 1                                                           | - Вийшов: February 17, 2017 - Лейбл: Warner Bros. - Формати: CD, digital download, LP | 51                       | 31                       | 27                       | 5                        | 54                       | 55                       |
| All Your Fault: Pt. 2                                                           | - Вийшов: August 11, 2017 - Лейбл: Warner Bros. - Формати: CD, digital download       | 33                       | 30                       | —                        | —                        | —                        | —                        |
| «—» позначає запис, який не помічався у чартах або не виходив на цій території. |                                                                                       |                          |                          |                          |                          |                          |                          |

## Сингли

### Як головний виконавець
| «I Can't Stop Drinking About You»                                               | 2014 | —  | —  | —  | —  | —  | —  | —  | —  | —  | —  | | I Don't Wanna Grow Up                                            |
| «I'm Gonna Show You Crazy»                                                      | 2014 | —  | —  | —  | —  | —  | —  | 17 | 30 | —  | —  | - GLF: Платина | I Don't Wanna Grow Up                                            |
| «Gone»                                                                          | 2014 | —  | 87 | —  | —  | —  | —  | —  | —  | —  | —  | | Non-album single                                                 |
| «Me, Myself & I» (із G-Eazy)                                                    | 2015 | 7  | 19 | 9  | 7  | 11 | 9  | 2  | 4  | 11 | 13 | - RIAA: 5× Платина - ARIA: Платина - BPI: Платина - BVMI: 3× Золото - GLF: 3× Платина - IFPI SWI: Платина - MC: 5× Платина - NVPI: Платина - RMNZ: 2× Платина                    | When It's Dark Out                                               |
| «No Broken Hearts» (за участі Нікі Мінаж)                                       | 2016 | —  | —  | 97 | 92 | —  | —  | —  | —  | —  | —  | | Non-album singles                                                |
| «In the Name of Love» (із Мартіном Гарріксом)                                   | 2016 | 24 | 8  | 19 | 14 | 4  | 8  | 5  | 9  | 10 | 9  | - RIAA: 2× Платина - ARIA: 2× Платина - BPI: Платина - BVMI: Платина - GLF: 4× Платина - IFPI SWI: Платина - MC: 3× Платина - NVPI: Золото - RMNZ: Платина                       | Non-album singles                                                |
| «I Got You»                                                                     | 2016 | 43 | 73 | 38 | 67 | 60 | —  | —  | 29 | 60 | 91 | - RIAA: Платина - ARIA: Золото - BPI: Срібло - MC: Золото - NVPI: Золото | All Your Fault: Pt. 1 і Expectations                             |
| «F.F.F.» (за участі G-Eazy)                                                     | 2017 | —  | —  | —  | —  | —  | —  | —  | —  | —  | —  | | All Your Fault: Pt. 1                                            |
| «The Way I Are (Dance with Somebody)» (за участі Lil Wayne)                     | 2017 | —  | 72 | —  | —  | —  | —  | —  | —  | —  | —  | | All Your Fault: Pt. 2                                            |
| «Meant to Be» (за участі Florida Georgia Line)                                  | 2017 | 2  | 2  | 7  | 57 | 18 | 5  | 5  | 8  | 34 | 11 | - RIAA: 5× Платина - ARIA: 5× Платина - BPI: Платина - BVMI: Золото - GLF: 2× Платина - IFPI NOR: Платина - IFPI SWI: Золото - MC: 3× Платина - NVPI: Платина - RMNZ: 2× Платина | All Your Fault: Pt. 2, Expectations, і Can't Say I Ain't Country |
| «Home» (із Machine Gun Kelly та X Ambassadors)                                  | 2017 | 90 | 74 | 43 | 27 | 93 | 30 | 12 | 99 | 39 | 64 | - RIAA: Золото | Bright: The Album                                                |
| «Push Back» (із Ne-Yo та Stefflon Don)                                          | 2018 | —  | —  | —  | —  | —  | —  | —  | —  | —  | —  | | Good Man                                                         |
| «I'm a Mess»                                                                    | 2018 | 35 | 41 | 25 | 86 | —  | —  | 18 | —  | 93 | 77 | - RIAA: Золото - ARIA: Золото | Expectations                                                     |
| «Say My Name» (із Девід Гетта та J Balvin)                                      | 2018 | —  | 70 | 60 | 30 | 10 | —  | 37 | 30 | 14 | 91 | | 7                                                                |
| «Last Hurrah»                                                                   | 2019 | —  | 65 | 80 | 84 | —  | —  | 10 | 57 | 77 | 64 | | В очікуванні                                                     |
| «—» позначає запис, який не помічався у чартах або не виходив на цій території. |      |    |    |    |    |    |    |    |    |    |    | |                                                                  |

### Як запрошений виконавець
| «Sink or Swim» (Пірс Фултон за участі Бібі Рекси)                               | 2012 | —  | —  | —  | —  | —  | —  | —  | —  | —  | —  | | Non-album single                    |
| «Take Me Home» (Cash Cash за участі Бібі Рекси)                                 | 2013 | 57 | 7  | 63 | 52 | —  | 86 | 28 | 2  | —  | 5  | - RIAA: Платина - ARIA: Платина - BPI: Срібло - MC: Золото                                                                                                | Overtime і Blood, Sweat and 3 Years |
| «Hey Mama» (Девід Гетта за участі Нікі Мінаж, Бібі Рекси та Афроджека)          | 2015 | 8  | 5  | 5  | 9  | 13 | 9  | 5  | 8  | 6  | 9  | - RIAA: 3× Платина - ARIA: 2× Платина - BPI: Платина - BVMI: Платина - GLF: 2× Платина - IFPI AUT: Золото - IFPI DEN: Золото - MC: Платина - RMNZ: Золото | Listen                              |
| «All the Way» (Reykon за участі Бібі Рекси)                                     | 2015 | —  | —  | —  | —  | —  | —  | —  | —  | —  | —  | | Non-album single                    |
| «That's How You Know» (Nico & Vinz за участі Kid Ink та Бібі Рекси)             | 2015 | —  | 2  | 12 | —  | 32 | 65 | 17 | —  | 62 | —  | - ARIA: Платина - IFPI DEN: Золото - RMNZ: Золото | Cornerstone                         |
| «Battle Cry» (Гавана Браун за участі Бібі Рекси та Savi)                        | 2015 | —  | 59 | —  | —  | —  | —  | —  | —  | —  | —  | | Non-album single                    |
| «Back to You» (Луї Томлінсон за участі Бібі Рекси та Digital Farm Animals)      | 2017 | 40 | 11 | 21 | 33 | —  | 51 | 12 | 6  | 38 | 8  | - RIAA: Платина - ARIA: Платина - BPI: Золото - GLF: Золото - MC: Золото - RMNZ: Золото                                                                   | В очікуванні                        |
| «Girls» (Ріта Ора за участі Cardi B, Бібі Рекси та Charli XCX)                  | 2018 | —  | 52 | 62 | 72 | —  | 69 | —  | 18 | 66 | 22 | - BPI: Срібло | Phoenix                             |
| «—» позначає запис, який не помічався у чартах або не виходив на цій території. |      |    |    |    |    |    |    |    |    |    |    | |                                     |

### Промо-сингли
| Назва                                          | Рік  | Найвища позиція у чартах | Альбом                |
| Назва                                          | Рік  | SWE Heat.                | Альбом                |
| ---------------------------------------------- | ---- | ------------------------ | --------------------- |
| «That's It» (за ічасті Gucci Mane та 2 Chainz) | 2017 | —                        | All Your Fault: Pt. 2 |
| «Ferrari»                                      | 2018 | 10                       | Expectations          |
| «2 Souls on Fire» (за участі Quavo)            | 2018 | —                        | Expectations          |

## Інші сингли, які потрапляли у чарти
| Назва           | Рік  | Найвища позиція у чартах | Найвища позиція у чартах | Найвища позиція у чартах | Альбом                |
| Назва           | Рік  | RUS Air.                 | SWE                      | UKR Air.                 | Альбом                |
| --------------- | ---- | ------------------------ | ------------------------ | ------------------------ | --------------------- |
| «(Not) The One» | 2017 | —                        | —                        | —                        | All Your Fault: Pt. 2 |
| «Self Control»  | 2018 | 5                        | —                        | 8                        | Expectations          |

## Решта синглів
| Назва                         | Рік  | Інші артисти          | Альбом                         |
| ----------------------------- | ---- | --------------------- | ------------------------------ |
| «Yesterday»                   | 2014 | Девід Гетта           | Listen                         |
| «This Is Not a Drill»         | 2014 | Pitbull               | Globalization                  |
| «Dare You» (acoustic version) | 2015 | Hardwell, Меттью Кома | United We Are                  |
| «Jingle Bells»                | 2015 | Band of Merrymakers   | Welcome to Our Christmas Party |
| «Count on Christmas»          | 2017 | None                  | A Christmas Story Live!        |

## Музичні відео
| Назва                                        | Рік                    | Інші артисти                       | Режисер(и)                     | Дж.                    |
| Як головний виконавець                       | Як головний виконавець | Як головний виконавець             | Як головний виконавець         | Як головний виконавець |
| -------------------------------------------- | ---------------------- | ---------------------------------- | ------------------------------ | ---------------------- |
| «I Can't Stop Drinking About You»            | 2014                   | None                               | Mike MiHail                    | [ 75 ]                 |
| «I'm Gonna Show You Crazy»                   | 2015                   | None                               | Ганна Люкс Девіс               | [ 76 ]                 |
| «Me, Myself & I»                             | 2015                   | G-Eazy                             | Тадж Стенсбері                 | [ 77 ]                 |
| «No Broken Hearts»                           | 2016                   | Нікі Мінаж                         | Дейв Меєрс                     | [ 78 ]                 |
| «In the Name of Love»                        | 2016                   | Мартін Гаррікс                     | Еміль Нава                     | [ 79 ]                 |
| «I Got You»                                  | 2017                   | None                               | Дейф Меєрс                     | [ 80 ]                 |
| «F.F.F.»                                     | 2017                   | G-Eazy                             | Еміль Нава                     | [ 81 ]                 |
| «The Way I Are (Dance with Somebody)»        | 2017                   | Lil Wayne                          | Director X                     | [ 82 ]                 |
| «Meant to Be»                                | 2017                   | Florida Georgia Line               | Sophie Muller                  | [ 83 ]                 |
| «Home»                                       | 2017                   | Джордж Барнс X Ambassadors         | Девід Еєр                      | [ 84 ]                 |
| «Push Back»                                  | 2018                   | Ne-Yo Стефлон Дон                  | Джемс Ларіз                    | [ 85 ]                 |
| «Ferrari» (vertical video)                   | 2018                   | None                               | Jamaica Craft                  | [ 86 ]                 |
| «I'm a Mess»                                 | 2018                   | None                               | Софі Мюллер                    |                        |
| As featured artist                           |                        |                                    |                                |                        |
| «Take Me Home»                               | 2013                   | Cash Cash                          | DJay Brawner                   | [ 87 ]                 |
| «Hey Mama» Note: credited but not featured   | 2015                   | Девід Гетта Nicki Minaj Афроджек   | Ганна Люкс Девіс               | [ 88 ]                 |
| «All the Way»                                | 2015                   | Reykon                             | Майк Хо                        | [ 89 ]                 |
| «Battle Cry» Note: credited but not featured | 2015                   | Havana Brown Savi                  | The Squared Division           | [ 90 ]                 |
| «That's How You Know»                        | 2015                   | Nico & Vinz Kid Ink                | RJ Collins & Pasqual Gutierrez | [ 91 ]                 |
| «Back to You»                                | 2017                   | Луї Томлінсон Digital Farm Animals | Крейг Мур                      | [ 92 ]                 |
| «Girls»                                      | 2018                   | Ріта Ора Cardi B Charli XCX        | Helmi                          | [ 93 ]                 |